# Amischa morula
Amischa morula är en skalbaggsart som först beskrevs av Thomas Casey 1911.  Amischa morula ingår i släktet Amischa och familjen kortvingar. Inga underarter finns listade i Catalogue of Life.